# JMT Records
La JMT Records (acronimo di Jazz Music Today) è stata un'etichetta discografica tedesca fondata da Stefan Winter. Aveva sede a Monaco di Baviera, Germania, era specializzata nel jazz contemporaneo (Smooth jazz, Jazz fusion), e ha operato dal 1985 al 1995.

## Storia
JMT ha pubblicato album di debutto di Steve Coleman, Greg Osby, Cassandra Wilson, Jean-Paul Bourelly e Robin Eubanks e ha anche pubblicato i primi album di Gary Thomas, contribuendo a definire il concetto di M-Base. L'etichetta ha anche prodotto le prime registrazioni di musicisti associati allo scenario del centro di New York tra cui Mark Feldman, Mark Dresser, Hank Roberts, Tim Berne, Uri Caine e Joey Baron. Altri musicisti jazz che hanno registrato per JMT includevano Bob Stewart, Anthony Cox e Craig Harris. Anche musicisti europei come Django Bates, Marc Ducret e Peter Herborn facevano parte del portfolio dell'etichetta.
Uno dei dischi di maggior successo pubblicato dalla JMT fu Live at the Royal Festival Hall di John McLaughlin con Trilok Gurtu e Kai Eckhardt che raggiunse il numero 3 nella classifica di Billboard Top Contemporary Jazz Albums. Il batterista e compositore Paul Motian ha pubblicato undici album tra il 1988 e il 1995 per l'etichetta JMT, molti dei quali con il suo trio con Joe Lovano e Bill Frisell.
Nel 1995 la JMT fu completamente assorbita dalla PolyGram, che cancellò la maggior parte del catalogo precedente dell'etichetta. Uno degli artisti dell'etichetta, Tim Berne, ha dichiarato che la maggior parte del suo lavoro è scomparso.
Nel 1997 Stefan Winter fondò la Winter & Winter Records e gradualmente ripubblicò il catalogo JMT attraverso questa etichetta.

## Discografia
| Anno di pubblicazione | Num. Catalogo | Artista                                                 | Titolo                                  | Note |
| --------------------- | ------------- | ------------------------------------------------------- | --------------------------------------- | --- |
| 1985                  | JMT 850 001   | Steve Coleman Group                                     | Motherland Pulse                        | |
| 1985                  | JMT 850 002   | Herb Robertson Quintet                                  | Transparency                            | |
| 1985                  | JMT 850 003   | Jane Ira Bloom and Fred Hersch                          | As One                                  | |
| 1986                  | JMT 860 004   | Cassandra Wilson                                        | Point of View                           | |
| 1986                  | JMT 860 005   | Steve Coleman and Five Elements                         | On the Edge of Tomorrow                 | |
| 1986                  | JMT 860 006   | Jay Clayton e Jerry Granelli                            | Sound Songs                             | |
| 1986                  | JMT 860 007   | Stefan F. Winter                                        | The Little Trumpet                      | sottotitolato (For Petra) |
| 1987                  | JMT 870 008   | Craig Harris e Tailgaters Tales                         | Shelter                                 | |
| 1987                  | JMT 870 009   | Jean-Paul Bourelly                                      | Jungle Cowboy                           | |
| 1987                  | JMT 870 010   | Steve Coleman and Five Elements                         | World Expansion                         | sottotitolato (By the M-Base Neophyte) |
| 1987                  | JMT 870 011   | Greg Osby                                               | Greg Osby and Sound Theatre             | |
| 1987                  | JMT 870 012   | Cassandra Wilson                                        | Days Aweigh                             | |
| 1987                  | JMT 870 013   | Herb Robertson Quintet                                  | X-Cerpts: Live at Willisau              | |
| 1988                  | JMT 880 014   | Bob Stewart                                             | First Line                              | |
| 1988                  | JMT 880 015   | Craig Harris and Tailgaters Tales                       | Blackout in the Square Root of Soul     | |
| 1988                  | JMT 880 016   | Hank Roberts                                            | Black Pastels                           | |
| 1988                  | JMT 880 017   | Peter Herborn                                           | Peter Herborn's Acute Insights          | |
| 1988                  | JMT 834 418   | Various Artists                                         | For Real Moments Songs and Dances       | Compilazione con Greg Osby, Cassandra Wilson, Craig Harris, Bob Stewart, Steve Coleman e Hank Roberts                                                                          |
| 1988                  | JMT 834 419   | Cassandra Wilson                                        | Blue Skies                              | |
| 1988                  | JMT 834 420   | Herb Robertson Brass Ensemble                           | Shades of Bud Powell                    | |
| 1988                  | JMT 834 421   | Paul Motian                                             | Monk in Motian                          | con Joe Lovano e Bill Frisell |
| 1988                  | JMT 834 422   | Greg Osby                                               | Mindgames                               | |
| 1988                  | JMT 834 423   | Miniature                                               | Miniature                               | Joey Baron, Tim Berne & Hank Roberts |
| 1989                  | JMT 834 424   | Robin Eubanks                                           | Different Perspectives                  | |
| 1989                  | JMT 834 425   | Strata Institute                                        | Cipher Syntax                           | Doppio trio capitanato da Steve Coleman e Greg Osby |
| 1989                  | JMT 834 426   | Cold Sweat                                              | Cold Sweat Plays J. B.                  | Tributo a James Brown guidato da Craig Harris |
| 1989                  | JMT 834 427   | Bob Stewart's First Line Band                           | Goin' Home                              | |
| 1989                  | JMT 834 428   | Geri Allen, Charlie Haden & Paul Motian                 | In the Year of the Dragon               | |
| 1989                  | JMT 834 429   | Arcado String Trio                                      | Arcado                                  | Mark Dresser, Mark Feldman & Hank Roberts |
| 1989                  | JMT 834 430   | Paul Motian                                             | On Broadway Volume 1                    | |
| 1989                  | JMT 834 431   | Tim Berne                                               | Tim Berne's Fractured Fairy Tales       | |
| 1989                  | JMT 834 432   | Gary Thomas & Seventh Quadrant                          | By Any Means Necessary                  | |
| 1989                  | JMT 834 433   | Robin Eubanks & Steve Turre                             | Dedication                              | |
| 1990                  | JMT 834 434   | Cassandra Wilson                                        | Jumpworld                               | |
| 1990                  | JMT 834 435   | Greg Osby                                               | Season of Renewal                       | |
| 1990                  | JMT 834 436   | John McLaughlin Trio                                    | Live at the Royal Festival Hall         | |
| 1990                  | JMT 834 437   | Hank Roberts                                            | Birds of Prey                           | |
| 1990                  | JMT 834 438   | Various Artists                                         | The Best of Jazz Music Today            | Compilazione con Cassandra Wilson, Robin Eubanks, Geri Allen, Tim Berne, Hank Roberts, Greg Osby, Gary Thomas, John McLaughlin e Paul Motian                                   |
| 1990                  | JMT 834 439   | Gary Thomas                                             | While the Gate Is Open                  | |
| 1990                  | JMT 834 440   | Paul Motian                                             | On Broadway Volume 2                    | |
| 1990                  | JMT 834 441   | Arcado String Trio                                      | Behind the Myth                         | |
| 1991                  | JMT 834 442   | Tim Berne's Caos Totale                                 | Pace Yourself                           | |
| 1991                  | JMT 834 443   | Cassandra Wilson                                        | She Who Weeps                           | |
| 1991                  | JMT 834 444   | Cold Sweat                                              | 4 Play                                  | |
| 1991                  | JMT 834 445   | Paul Motian                                             | Bill Evans                              | |
| 1991                  | JMT 834 446   | Robin Eubanks                                           | Karma                                   | |
| 1991                  | JMT 849 147   | Miniature                                               | I Can't Put My Finger on It             | |
| 1992                  | JMT 849 148   | Marc Ducret                                             | News from the Front                     | |
| 1991                  | JMT 849 149   | Cassandra Wilson                                        | Live                                    | |
| 1991                  | JMT 849 150   | Herb Robertson                                          | Certified                               | |
| 1991                  | JMT 849 151   | Gary Thomas                                             | The Kold Kage                           | |
| 1992                  | JMT 849 152   | Arcado String Trio                                      | For Three Strings and Orchestra         | con la Kölner Rundfunk Orchester diretta da David de Villiers |
| 1992                  | JMT 849 153   | Marc Johnson                                            | Right Brain Patrol                      | |
| 1992                  | JMT 849 154   | Paul Motian                                             | Motian in Tokyo                         | con Bill Frisell e Joe Lovano |
| 1992                  | JMT 849 155   | Christy Doran, Mark Helias, Bobby Previte & Gary Thomas | Corporate Art                           | |
| 1992                  | JMT 849 156   | Peter Herborn                                           | Something Personal                      | |
| 1992                  | JMT 849 157   | Paul Motian                                             | On Broadway Volume 3                    | |
| 1992                  | JMT 849 158   | Joey Baron                                              | Tongue in Groove                        | |
| 1992                  | JMT 514 000   | Gary Thomas                                             | Till We Have Faces                      | |
| 1992                  | JMT 514 001   | Cassandra Wilson                                        | After the Beginning Again               | |
| 1992                  | JMT 514 002   | Peter Herborn                                           | Traces of Trane                         | |
| 1992                  | JMT 514 003   | Tim Berne                                               | Diminutive Mysteries (Mostly Hemphill)  | |
| 1993                  | JMT 514 004   | Paul Motian                                             | Paul Motian and the Electric Bebop Band | |
| 1993                  | JMT 514 005   | Hank Roberts                                            | Little Motor People                     | |
| 1993                  | JMT 514 006   | Gabrielle Goodman                                       | Travelin' Light                         | |
| 1993                  | JMT 514 007   | Uri Caine                                               | Sphere Music                            | |
| 1993                  | JMT 514 008   | Django Bates                                            | Summer Fruits (and Unrest)              | |
| 1993                  | JMT 514 009   | Gary Thomas                                             | Exile's Gate                            | |
| 1994                  | JMT 514 010   | Various Artists                                         | Flashback on M-Base                     | Compilazione con Steve Coleman, Robin Eubanks, Greg Osby e Cassandra Wilson |
| 1994                  | JMT 514 011   | Various Artists                                         | Almost Normal                           | Compilazione con Django Bates, Tim Berne, Gary Thomas, Gabrielle Goodman, John McLaughlin, Hank Roberts, Miniature, Uri Caine, Cassandra Wilson, Corporate Art e Paul Motian   |
| 1994                  | JMT 514 012   | Paul Motian Trio                                        | Trioism                                 | |
| 1994                  | JMT 514 013   | Tim Berne's Caos Totale                                 | Nice View                               | |
| 1994                  | JMT 514 014   | Django Bates                                            | Autumn Fires (and Green Shoots)         | |
| 1994                  | JMT 514 015   | Gabrielle Goodman                                       | Until We Love                           | |
| 1994                  | JMT 514 016   | Paul Motian and the Electric Bebop Band                 | Reincarnation of a Love Bird            | |
| 1994                  | JMT 514 017   | Robin Eubanks                                           | Mental Images                           | |
| 1995                  | JMT 514 018   | Marc Johnson's Right Brain Patrol                       | Magic Labyrinth                         | |
| 1995                  | JMT 514 019   | Tim Berne's Bloodcount                                  | Lowlife: The Paris Concert              | |
| 1995                  | JMT 514 020   | Tim Berne's Bloodcount                                  | Poisoned Minds: The Paris Concert       | |
| 1995                  | JMT 514 021   | Tethered Moon                                           | Tethered Moon Play Kurt Weill           | Masabumi Kikuchi, Gary Peacock & Paul Motian |
| 1995                  | JMT 514 022   | Uri Caine                                               | Toys                                    | |
| 1995                  | JMT 514 023   | Django Bates                                            | Winter Truce (and Homes Blaze)          | |
| 1995                  | JMT 514 024   | Gary Thomas                                             | Overkill                                | |
| 1995                  | JMT 514 025   | Various Artists                                         | Guitar Music                            | Compilazione con John Scofield, Kurt Rosenwinkel, Wolfgang Muthspiel, Pat Metheny, Jean-Paul Bourelly, Kelvyn Bell, Kevin Eubanks, John McLaughlin, Marc Ducret e Bill Frisell |
| 1995                  | JMT 514 026   | Cassandra Wilson                                        | Songbook                                | Compilazione con brani da JMT 850 001, JMT 860 004, JMT 860 005, JMT 870 012, JMT 834 419, JMT 834 434, JMT 834 443 e JMT 514 001                                              |
| 1995                  | JMT 514 027   | Stefan F. Winter                                        | The Little Trumpet                      | Ristampa di JMT 860 007 |
| 1995                  | JMT 514 028   | Paul Motian Trio                                        | At the Village Vanguard                 | sottotitolato You Took the Words Right Out of My Heart |
| 1995                  | JMT 514 029   | Tim Berne's Bloodcount                                  | Memory Select: The Paris Concert        | |